# نووشیپونوو
نووشیپونوو (به لاتین: Novoshipunovo) یک منطقهٔ مسکونی در روسیه است که در سرزمین آلتای واقع شده‌است.